# Troy (New York)
Troy je město v okresu Rensselaer County ve státě New York ve Spojených státech amerických. K roku 2010 zde žilo 50 129 obyvatel. S celkovou rozlohou 30 km² byla hustota zalidnění 1 730 obyvatel na km². Leží na východním břehu řeky Hudson severovýchodně od města Albany a východně od města Schenectady.